# Maksymilian Mińczykowski
Maksymilian Mińczykowski (ur. 26 grudnia 1990 w Poznaniu) – polski perkusista.

## Życiorys
Urodził i wychował się w Poznaniu. Jest absolwentem Akademii Muzycznej im. Jana Ignacego Paderewskiego w Poznaniu w klasie perkusji. Współpracuje z Teatrem Nowym w Poznaniu i Orkiestrą Miasta Poznania. Od 2022 muzyk zespołu Lombard.

## Dyskografia
- Dizzy Boyz Brass Band – Live in Studio M (2019)[3]
- Lombard – 40/40 (2024)

## Nagrody
Źródło:.
- I nagroda podczas VI Avant Drum Session, Poznań 2011
- I nagroda na Ogólnopolskim Konkursie Perkusistów Wojska Polskiego, Bydgoszcz 2019
- I nagroda na XXIV Big Band Festiwalu, Nowy Tomyśl, 2019 oraz nagroda dla najlepszego solisty tego festiwalu
- II nagroda na Konkursie Werblowym EduDrum, organizowanym przez Beat.it, 2020